# 黄䱂碘泡虫
黄䱂碘泡虫（学名：Myxobolus hypseleotris）为碘泡科碘泡虫属的动物。在中国，分布于辽宁等，营寄生生活，寄生在皮肤肌肉（史氏黄䱂）及前、中、后肠（鲫）。